# أنتونيا جينتري
أنتونيا جينتري, ولدت في 25 سبتمبر 1998  وهي ممثلة أمريكية.اشتهرت بدور فيرجينيا "جيني ميلر" في مسلسل نتفليكس الشهير جيني اند جورجيا (ماما وصندوقها الاسود)

## النشأة والتعليم
kkkkk
ولدت أنتونيا جينتري في أتلانتا. وهي ثنائية العرق. والدتها سوداء من جامايكا ، ووالدها أبيض. منذ أن كانت في الخامسة من عمرها، أرادت أن تكون ممثلة. كانت أول مشاركة لدتها في مسرح مجتمعهم.
درست الدراما في مدرسة جون اس . مدرسة ديفيدسون للفنون في أوغوستا، جورجيا. كما التحقت بجامعة إيموري للدراما. في ايموري، وكانت عضوًا في فرقة ارتجال الكوميديا بالجامعة. قبل تخرجها في عام 2019 ، قامت بموازنة الأدوار التمثيلية مع كونها طالبة جامعية بدوام كامل بالإضافة إلى عملها بدوام جزئي.

## حياة مهنية
مثلت انتونيا في مجموعة متنوعة من الأدوار الصغيرة، بما في ذلك تو شورتس في عام 2015. ولعبت دور ياسمين في الفيلم الكوميدي الرومانسي كاندي جار في عام 2018, ومثلت في حلقة واحدة من مسلسل الأبطال الخارقين Raising Dion.
تخرجت من مدرسة إيموري في نفس الأسبوع الذي حصلت فيه على الاختبار لجيني وجورجيا. فازت بالدور ، وفي عام 2021 ، تم إطلاق المسلسل على Netflix.

## الحياة الشخصية
تعيش انتونييا في نيويورك حاليا 

## الاعمال
| سنة                   | لقب                         | دور        | ملاحظات                       |
| --------------------- | --------------------------- | ---------- | ----------------------------- |
| 2015                  | إد السائق: حكايات من الشارع | سارا       | PSA                           |
| 2015                  | لون وولف ميسون              | ماديسون    | قصيرة                         |
| 2018                  | جرة حلوى                    | ياسمين     | فيلم نتفليكس                  |
| 2019                  | رفع ديون                    | ويندي      | حلقة واحدة مسلسل تلفزيونى     |
| 2021 إلى الوقت الحاضر | جيني وجورجيا                | جيني ميلر  | الدور القيادي مسلسلات نتفليكس |
| يُعلن لاحقًا            | قطع الوقت                   | يُعلن لاحقًا | مرحلة ما بعد الإنتاج          |

## جوائز و ترشيحات
| العام | الجائزة                           | الفئة          | العمل المرشح | النتيجة |
| ----- | --------------------------------- | -------------- | ------------ | ------- |
| 2021  | جوائز إم تي في للأفلام والتلفزيون | أفضل أداء خارق | جيني وجورجيا | رُشِّح     |